# Aero-Craft Aero-Coupe
L'Aero-Coupe est un biplan américain dessiné par le général F R Anderson de l'USAS et construit par Aero-Craft Mfg Co Inc à Détroit, Michigan.
Cet appareil se présentait comme un triplace de tourisme ou de liaison à cabine fermée. En retirant la verrière on pouvait le transformer en biplace d'entraînement ou, en supprimant les sièges, en avion de transport postal. L'unique exemplaire construit [NX4917] s'est écrasé en 1926.

## Sources
- Aerofiles.com